# Мата, Макс
Макс Мата (англ. Max Mata; 10 июля 2000, Окленд, Новая Зеландия) — новозеландский футболист, нападающий английского клуба «Шрусбери Таун», выступающий на правах аренды за «Окленд», и сборной Новой Зеландии.

## Биография
Родился в 2000 году в Окленде. По происхождению является наполовину Маори и наполовину Маори Островов Кука. Его старший брат Бенджамин (р. 1998) также стал футболистом, выигрывал Кубок наций ОФК до 17 лет.

### Клубная карьера
Воспитанник футбольной школы «Веллингтон Феникс». На профессиональном уровне начинал играть за фарм-клуб «Веллингтон Феникс» в чемпионате Новой Зеландии, в котором дебютировал 22 ноября 2015 года в возрасте 15 лет, появившись на поле в стартовом составе на матч против «Окленд Сити». 3 декабря того же года Мата забил гол на 40-й минуте в победном матче против «Уаитакере Юнайтед» (2:1), став таким образом самым молодым автором гола в чемпионате Новой Зеландии (15 лет, 4 месяца и 23 дня), а уже в следующем туре, 13 декабря, стал самым молодым автором дубля. По ходу сезона 2016/17 перешёл в другой местный клуб «Истерн Сабербз», где провёл ещё около полутора лет.
В начале 2019 года 18-летний игрок подписал контракт с швейцарским клубом «Грассхоппер», однако первые полгода выступал за фарм-клуб в четвёртом дивизионе Швейцарии. В июле футболист был взят в аренду эстонским клубом «Нымме Калью». В чемпионате Эстонии Мата провёл 14 матчей, в которых забил 9 голов и занял с командой третье место в чемпионате. Также в составе «Нымме Калью» был участником отборочных стадий Лиги чемпионов и Лиги Европы УЕФА.
18 декабря 2020 года перешёл в американский клуб «Реал Монаркс» из Чемпионшипа ЮСЛ, подписав контракт до конца сезона 2021. За «Монаркс» дебютировал 8 мая 2021 года в матче стартового тура сезона против «Сан-Антонио». 23 июля в матче против «Лас-Вегас Лайтс» забил свой первый гол за «Монаркс».
15 февраля 2022 года подписал контракт с клубом чемпионата Ирландии «Слайго Роверс».

### Карьера в сборной
Активно выступает за сборные Новой Зеландии различных возрастов с 2017 года. В 2017 году был участником и капитаном сборной до 17 лет на юношеском Кубке наций ОФК 2017, на котором сыграл во всех пяти матчах и забил 4 гола, в том числе 2 в финальном матче против Новой Каледонии (7:0). После победы в континентальном первенстве, вместе со сборной принимал участие в чемпионате мира до 17 лет, где сыграл в двух матчах и забил гол в матче 1-го тура против Турции, но Новая Зеландия не смогла преодолеть групповой этап.
В 2018 году в составе молодёжной сборной выступал на Кубке наций ОФК (до 19 лет), по итогам которого Новая Зеландия одержала очередную победу, а сам футболист стал лучшим бомбардиром турнира, забив 5 голов. Летом 2019 года Мата был включён в заявку на Чемпионат мира по футболу среди молодёжных команд. Первые две игры он пропустил из-за дисквалификации, но сыграл в заключительном матче группового этапа против сборной Уругвая и в матче 1/8 финала против Колумбии, в котором Новая Зеландии уступила в серии пенальти.
В ноябре 2019 года Макс Мата впервые был вызван в основную сборную Новой Зеландии на товарищеские встречи против сборных Ирландии и Литвы. Дебютировал за национальную сборную 17 ноября в матче против Литвы, появившись на замену на 62-й минуте вместо Эллиота Коллира.

## Достижения

### Командные
сборная Новой Зеландии U-17
- Победитель Кубка наций ОФК (до 17 лет): 2017

 сборная Новой Зеландии U-19
- Победитель Кубка наций ОФК (до 19 лет): 2018

### Личные
- Лучший бомбардир Кубка наций ОФК (до 19 лет): 2018 (5 голов)